# Genderová studia
Genderová studia (z anglického a též používaného gender studies) jsou mezioborovou vědní disciplínou, která zkoumá kulturně vzniklé rozdíly mezi muži a ženami, tzv. gender. 
Středem zájmu tohoto oboru je analýza genderové identity a genderově diferencované reprezentace. Zabývá se především různými podobami a proměnami mužství a ženství, jejich vzájemnými mocenskými dynamikami, zejména pak strukturami diskriminace na základě pohlaví. Zahrnuje tak ženská studia (se zájmem o ženy, feminismus, gender a politiku), mužská studia (se zájmem o muže, maskulinismus, gender a politiku) a queer studia (zabývající se sexuální orientací).
Genderová studia zahrnují metody a přístupy z celé řady oborů. Zkoumají tak předmět svého zájmu mimo jiné z perspektivy literatury, lingvistiky, socioekonomické geografie, historie, politologie, sociologie, antropologie, kinematografie, mediálních studií, vývojové psychologie, práva, veřejného zdraví i lékařství. Tyto disciplíny se však někdy liší v přístupu k tomu, jak a proč se genderem zabývají. Kromě toho se genderová studia věnují také studiu rasy, etnicity, národnosti, sociálního postavení či postižení a analyzují, jak se tyto kategorie prolínají s genderem a sexualitou.

## Vlivy

### Psychoanalytická teorie
Oblast genderových studií významně ovlivnila řada teoretiků, zejména z hlediska psychoanalytické teorie. Patří mezi ně Sigmund Freud, Jacques Lacan, Julia Kristeva a Bracha L. Ettingerová.
Gender zkoumaný optikou každého z těchto teoretiků vypadá poněkud jinak. Ve freudovském systému jsou ženy "znetvořené a musí se naučit přijmout nedostatek penisu" (ve Freudově pojetí "deformace"). Lacan však organizuje ženskost a mužskost podle odlišných nevědomých struktur. Na "falické" organizaci se podílejí jak mužské, tak ženské subjekty a ženská stránka sexualizace je "doplňková", nikoliv protikladná či komplementární. Lacan používá koncept sexualizace (sexuální situace), který předpokládá vývoj genderových rolí a hraní rolí v dětství, aby vyvrátil představu, že genderová identita je vrozená nebo biologicky determinovaná. Podle Lacana má sexualizace jedince stejný, ne-li větší vliv na vývoj jeho genderové identity, než genetické určení pohlaví jako muž nebo žena.
Julia Kristeva významně rozvinula obor sémiotiky. Tvrdí, že patriarchální kultury (stejně jako jednotlivci) vznikají tím, že vyloučí vše, co je mateřské a ženské.
Ettingerová roku 1985 přišla s konceptem "matrixiálního prostoru" ("matriční prostor" z etymologie slova "děloha"). Předpokládala, že prenatální dojmy, spojené s fantasmatickou a traumatickou realitou těhotné budoucí matky, se transkribují do vznikajícího subjektu a tvoří primární fázi a pozici lidské psychiky.

#### Feministická psychoanalytická teorie
Feministické teoretičky jako Juliet Mitchelová, Nancy Chodorowová, Jessica Benjaminová, Jane Gallopová, Bracha L. Ettingerová, Shoshana Felmanová, Griselda Pollocková, Luce Irigarayová a Jane Flaxová rozvinuly feministickou psychoanalýzu a tvrdily, že psychoanalytická teorie je pro feministický projekt životně důležitá a musí být, stejně jako jiné teoretické tradice, kritizována ženami a také transformována, aby se zbavila pozůstatků sexismu (tj. cenzurována). Shulamith Firestoneová v knize The Dialectic of Sex (Dialektika sexu) nazývá freudismus pomýleným feminismem a pojednává o tom, že freudismus je téměř zcela přesný, s výjimkou jednoho zásadního detailu: všude, kde Freud píše "penis", by toto slovo mělo být nahrazeno slovem "moc".
Kritici jako Elizabeth Groszová obviňují Jacquese Lacana z udržování sexistické tradice v psychoanalýze. Jiné autorky, jako Judith Butlerová, Bracha L. Ettingerová a Jane Gallopová, využily Lacanovy práce, i když kritickým způsobem, k rozvoji genderové teorie.
Podle J. B. Marchanda "se genderová studia a queer teorie staví k psychoanalytickému přístupu spíše odmítavě, nepřátelsky".
Podle Jeana-Clauda Guillebauda jsou genderová studia (a aktivisté sexuálních menšin) "v obležení" a považují psychoanalýzu a psychoanalytiky za "nové kněze, poslední obránce genitální normality, morálky, moralismu či dokonce obskurantismu".
Judith Butlerová se obává psychoanalytického pohledu, podle něhož je sexuální odlišnost "nepopiratelná", a patologizuje jakoukoli snahu naznačit, že není tak prvořadá a jednoznačná...". Podle Daniela Beaunea a Cateriny Rea genderová studia "často kritizovala psychoanalýzu za to, že udržuje patriarchální rodinný a sociální model, založený na rigidní a nadčasové verzi rodičovského řádu".

### Literární teorie
Psychoanalyticky orientovaný francouzský feminismus se po celou dobu zaměřoval na vizuální a literární teorii. Odkaz Virginie Woolfové, stejně jako "výzva Adrienne Richové k revizi literárních textů i historie ženami, podnítily generaci feministických autorek k odpovědi vlastními texty". Griselda Pollocková a další feministky artikulovaly Mýtus a poezii a literaturu z hlediska genderu.

### Postmoderní vliv
Vznik teorií postmoderny ovlivnil genderová studia a způsobil posun v teoriích identity od konceptu fixní nebo esencialistické genderové identity k postmoderním fluidním nebo mnohočetným identitám. Vliv poststrukturalismu a jeho literárně teoretického aspektu postmoderny na genderová studia se nejvýrazněji projevil ve zpochybnění velkých narativů. Poststrukturalismus připravil půdu pro vznik queer teorie v genderových studiích, což si vyžádalo rozšíření působnosti oboru na sexualitu.
Kromě rozšíření o studia sexuality se pod vlivem postmodernismu genderová studia obrátila také ke studiím maskulinity, a to díky práci sociologů a teoretiků, jako jsou R. W. Connell, Michael Kimmel a E. Anthony Rotundo.
Tyto změny a rozšíření vedly k některým sporům uvnitř oboru, například mezi feministkami druhé vlny a queer teoretičkami. Hranice mezi těmito dvěma tábory spočívá v tom, že feministky vidí problém v tom, že queer teoretičky tvrdí, že vše je roztříštěné a neexistují nejen žádné velké narativy, ale ani žádné trendy či kategorie. Feministky argumentují, že se tím zcela stírají kategorie genderu, ale nijak se neprotiví mocenské dynamice reifikované genderem. Jinými slovy, skutečnost, že gender je sociálně konstruován, nijak nezpochybňuje, že mezi pohlavími existují vrstvy útlaku.

## Vývoj teorie

### Historie
Historie genderových studií se zabývá různými pohledy na gender. Tato disciplína zkoumá způsoby, jakými historické, kulturní a společenské události utvářejí roli genderu v různých společnostech. Obor genderových studií se sice zaměřuje na rozdíly mezi muži a ženami, ale zabývá se také sexuálními rozdíly a méně binárními definicemi kategorizace pohlaví.
Po revoluci všeobecného volebního práva ve dvacátém století prosazovalo hnutí za osvobození žen v šedesátých a sedmdesátých letech 20. století (jakožto součást druhé vlny feminismu), aby byla zpochybněna a zrevidována přijímaná verze dějin. Cílem mnoha feministických badatelek bylo zpochybnit původní předpoklady týkající se ženských a mužských atributů, skutečně je změřit a podat zprávu o pozorovaných rozdílech mezi ženami a muži. Zpočátku byly tyto programy v podstatě feministické a byly určeny k ocenění přínosu žen i mužů. Brzy se muži začali zabývat mužstvím stejným způsobem jako ženy a vznikl obor zvaný "mužská studia". Teprve koncem 80. a v 90. letech 20. století vědci rozpoznali potřebu studia v oblasti sexuality. Bylo to způsobeno rostoucím zájmem o práva leseb a gayů a vědci zjistili, že většina jedinců si sexualitu a gender spojí dohromady, nikoliv jako oddělené entity.
Ačkoli doktorské programy pro ženská studia existují již od roku 1990, první doktorský program genderových studií ve Spojených státech byl schválen v listopadu 2005.
V roce 2015 se Kábulská univerzita stala první univerzitou v Afghánistánu, která nabízí magisterské studium genderových a ženských studií.

### Ženská studia
Ženská studia jsou interdisciplinární vědní obor věnovaný tématům týkajícím se žen, feminismu, genderu a politiky. Často zahrnuje feministickou teorii, dějiny žen (např. dějiny volebního práva žen) a sociální dějiny, ženskou beletrii, ženské zdraví, feministickou psychoanalýzu a praxi ovlivněnou feministickými a genderovými studiemi ve většině humanitních a společenských věd.

### Mužská studia
Mužská studia jsou interdisciplinární vědní obor věnovaný tématům týkajícím se mužů, genderu a politiky. Často zahrnuje feministickou teorii, dějiny mužů a sociální dějiny, beletrii o mužích, zdraví mužů, feministickou psychoanalýzu a praxi ovlivněnou feministickými a genderovými studiemi ve většině humanitních a společenských věd. Timothy Laurie a Anna Hickey-Moodyová naznačují, že "institucionalizace 'studií maskulinity' jako částečně uzavřené komunity vždy představovala nebezpečí", a poznamenávají, že "jistý triumfalismus vůči feministické filozofii pronásleduje většinu výzkumů maskulinity".
V rámci studií o mužích je důležité rozlišovat specifický přístup, který je často definován jako kritická studia o mužích. Tento přístup se do značné míry rozvíjel v anglofonních zemích od počátku 80. let 20. století - zejména ve Velké Británii - a soustředil se tehdy kolem prací Jeffa Hearna, Davida Morgana a jejich kolegů. Od té doby se vliv tohoto přístupu rozšířil celosvětově. Je inspirován především řadou feministických perspektiv (včetně socialistických a radikálních) a klade důraz na potřebu výzkumu a praxe, které by se explicitně zabývaly sexismem mužů a chlapců. Ačkoli zkoumá velmi širokou škálu mužských praktik, má tendenci zaměřovat se zejména na otázky související se sexualitou a/nebo násilím ze strany mužů. Ačkoli původně vycházel převážně ze sociologie, od té doby se zapojil do široké škály dalších disciplín včetně sociální politiky, sociální práce, kulturních studií, genderových studií, pedagogiky a práva. V posledních letech výzkum v oblasti kritických studií o mužích využívá zejména komparativní a/nebo nadnárodní perspektivy. Stejně jako mužská studia a studia maskulinity obecněji byla kritická studia o mužích kritizována za to, že se dostatečně nezaměřila na problematiku vztahů mužů s dětmi jako klíčového místa pro vývoj mužských formací maskulinity - vztahy mužů se ženami a vztahy mužů s jinými muži jsou dvě místa, která jsou ve srovnání s nimi intenzivně zkoumána.

### Gender v Asii a Polynésii
Některé otázky spojené s genderem ve východní Asii a Tichomoří jsou složitější a závisí na místě a kontextu. Například v Číně, Vietnamu, Thajsku, na Filipínách a v Indonésii má velký význam pro to, co definuje ženu, pracovní síla. V těchto zemích "problémy související s genderem obvykle souvisejí s ekonomickým posílením, zaměstnaností a otázkami pracoviště, například v souvislosti s pracovníky neformálního sektoru, feminizací migračních toků, podmínkami na pracovišti a dlouhodobým sociálním zabezpečením". V zemích, které jsou méně ekonomicky stabilní, jako je Papua Nová Guinea, Východní Timor, Laos, Kambodža a některé provincie v odlehlejších oblastech, však "ženy obvykle nesou náklady sociálních a domácích konfliktů a přírodních katastrof".
Na místech, jako je Indie a Polynésie, jsou kategorie třetího pohlaví velmi rozšířené. Například v Indii jsou za třetí pohlaví často považováni hidžrové/kinnarové/kinnerové. Výraz hidžra je často považován za urážlivý, proto se pro tyto osoby často používají výrazy kinnar a kinner. V místech, jako je Indie a Pákistán, se tyto osoby potýkají s vyšší mírou infekce HIV, depresí a bezdomovectvím. Polynéský jazyk je také v souladu s myšlenkou třetího pohlaví nebo nebinárního pohlaví. Samojský výraz fa'afafine, který znamená "po ženském způsobu", se používá pro označení role ve společnosti, kdou zastává třetí nebo nebinární pohlaví. Tyto sexuality se projevují napříč celým spektrem, ačkoli v některých publikacích se uvádí, že jedinci fa'afafine mezi sebou nevytvářejí sexuální vztahy.
Jedním z problémů, který se shoduje ve všech provinciích v různých fázích vývoje, je slabý hlas žen při rozhodování. Jedním z důvodů je "rostoucí tendence k decentralizaci, která přesunula rozhodování na úrovně, na nichž je hlas žen často nejslabší a kde dokonce i ženské občanské hnutí, které bylo silným zastáncem na celostátní úrovni, bojuje o to, aby se zorganizovalo a bylo slyšet".
Východoasijsko-pacifický přístup, který má pomoci začlenit tyto genderové otázky do hlavního proudu, se opírá o metodu tří pilířů. Prvním pilířem je partnerství se zeměmi se středními příjmy a rozvíjejícími se zeměmi se středními příjmy s cílem udržet a sdílet růst a prosperitu. Druhý pilíř podporuje rozvojové základy pro mír, obnovení růstu a snížení chudoby v nejchudších a nejkřehčích oblastech. Poslední pilíř poskytuje prostor pro zahájení správy, výměny a šíření znalostí o rozvoji zohledňujícím rovnost žen a mužů v rámci regionu. Tyto programy již byly zavedeny a jsou úspěšné ve Vietnamu, Thajsku, Číně i na Filipínách a začínají se uskutečňovat také v Laosu, Papui Nové Guineji a Východním Timoru. Tyto pilíře vypovídají o důležitosti prezentace genderových studií.

### Judith Butlerová
Koncept genderové performativity je jádrem díla filozofky a genderové teoretičky Judith Butlerové Gender Trouble. V pojetí Butlerové se performance genderu, pohlaví a sexuality týká moci ve společnosti. Konstrukci "genderového, pohlavního, toužícího subjektu" lokalizuje do "regulačních diskurzů". Část argumentace Butlerové se týká role pohlaví v konstrukci "přirozeného" nebo koherentního genderu a sexuality. Gender a heterosexualita jsou v jejím pojetí konstruovány jako přirozené, protože protiklad mužského a ženského pohlaví je v sociální imaginaci vnímán jako přirozený.

## Kritika
Historik a teoretik Bryan Palmer tvrdí, že současná závislost genderových studií na poststrukturalismu (s jeho reifikací diskurzu a vyhýbáním se strukturám útlaku a rezistence) zastírá původ, významy a důsledky historických událostí a procesů, a snaží se čelit současným trendům v genderových studiích argumentem o nutnosti analyzovat žité zkušenosti a struktury podřízenosti a moci.
Feministická filozofka Rosi Braidotti kritizovala genderová studia jako "převzetí feministické agendy studiem maskulinity, což vede k přesunu finančních prostředků z feministických fakultních pozic na jiné typy pozic". Byly podle ní zaznamenány případy, "kdy pozice inzerované jako 'genderová studia' byly rozdány 'bystrým hochům'". Část konkurenčního přebírání se prý týká homosexuálních studií. Zvláštní význam v této diskusi má podle Braidotti role mainstreamového nakladatelství Routledge, které je podle jejího názoru zodpovědné za propagaci genderu jako způsobu deradikalizace feministické agendy a místo toho znovu uvádí na trh maskulinitu a homosexuální mužskou identitu. Calvin Thomas namítl, že "jak upozorňuje Joseph Allen Boone, 'mnozí z mužů v akademické obci, kteří jsou nejvíce podporujícími 'spojenci' feminismu, jsou homosexuálové'" a že je "neupřímné" ignorovat způsoby, jakými mainstreamová nakladatelství, jako je Routledge, propagují feministické teoretičky.
Genderová studia, a zejména queer studia v rámci genderových studií, byla katolickou církví kritizována jako útok na biologii člověka. Papež František řekl, že výuka o genderové identitě ve školách je "ideologickou kolonizací", která ohrožuje tradiční rodiny. Francie byla jednou z prvních zemí, kde se toto tvrzení rozšířilo, když katolická hnutí pochodovala v ulicích Paříže proti návrhu zákona o homosexuálních sňatcích a adopcích. Odborník na právo a gender Bruno Perreau tvrdí, že tento strach má hluboké historické kořeny a že odmítání genderových studií a queer teorie vyjadřuje obavy z národní identity a menšinové politiky. Jayson Harsin tvrdí, že francouzské hnutí proti genderové teorii vykazuje rysy globální pravicově populistické postpravdivé politiky.
Výuka některých aspektů genderové teorie byla na státních školách v Novém Jižním Walesu zakázána po nezávislé kontrole způsobu výuky sexuální a zdravotní výchovy a kontroverzních materiálů obsažených ve výukových materiálech.

### Postoje států a vlád k genderovým studiím

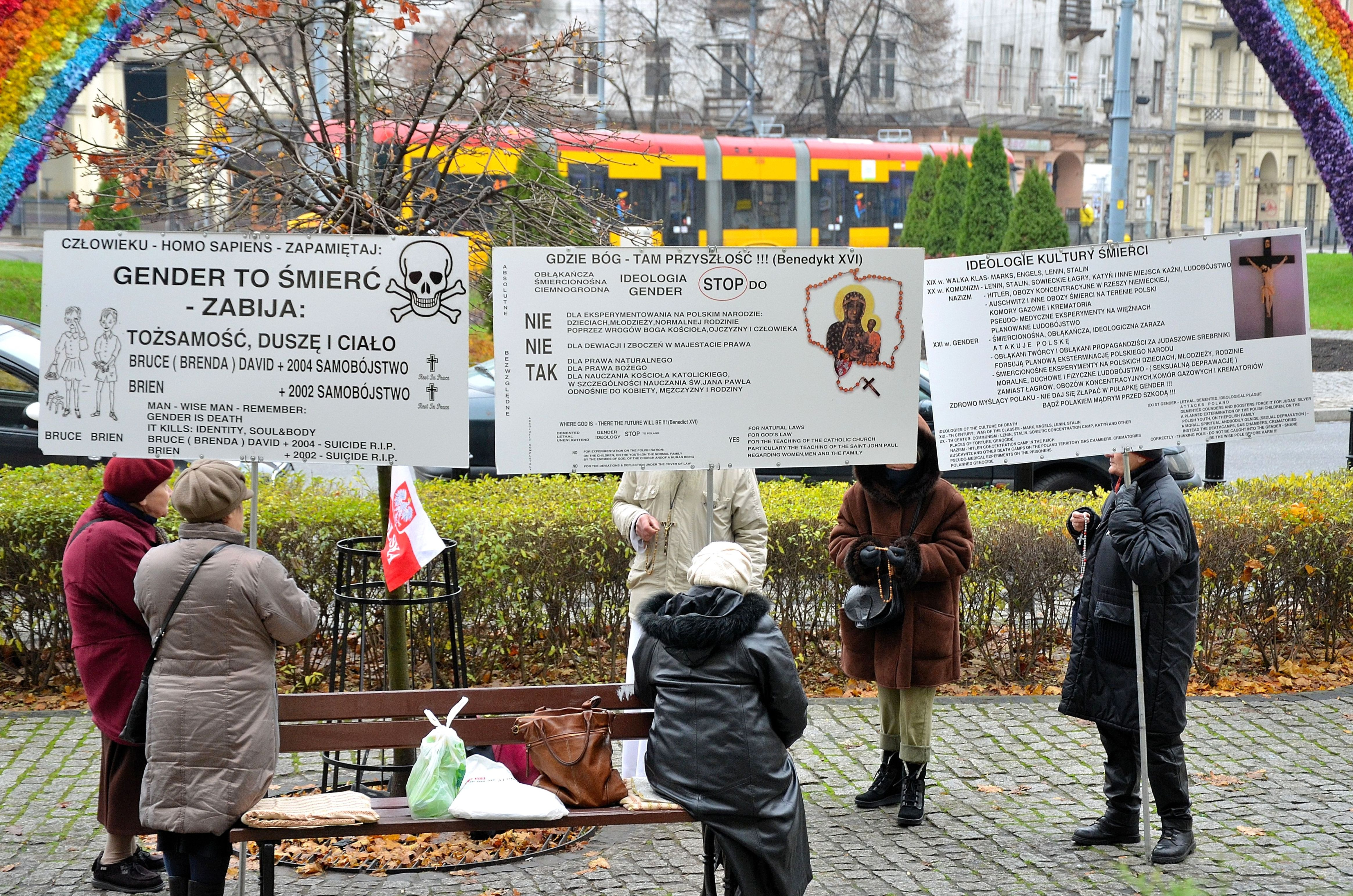
Demonstrace proti "genderové ideologii" (jak stoupenci antigenderového hnutí označují domnělé spiknutí) ve Varšavě, 2014

Ve střední a východní Evropě, zejména v Maďarsku, Polsku a Rusku, je na vzestupu antigenderové hnutí. Jedná se o mezinárodní hnutí, které se staví proti tomu, co označuje jako genderovou ideologii, genderovou teorii nebo genderismus. Tyto pojmy však nemají ucelenou definici a zahrnují celou řadu otázek. Myšlenka genderové ideologie (představa, že existuje tajné spiknutí, které chce rozvrátit společnost) je vědci označována za morální paniku nebo konspirační teorii.

#### Rusko
V Rusku jsou v současné době genderová studia tolerována, nicméně státem podporovaná praxe, která prosazuje pohled související s perspektivou pohlaví těch, kteří jsou u moci - např. zákon podrobně řešící specifika domácího násilí - byla v roce 2017 zrušena. Od roku 2010 vede Rusko v UNHRC také kampaň za uznání tzv. "tradičních hodnot" jako legitimního hlediska při ochraně a prosazování lidských práv.

#### Maďarsko
V říjnu 2018 byly v Maďarsku zakázány programy genderových studií. V prohlášení, které vydal úřad maďarského premiéra Viktora Orbána, mluvčí uvedl: "Vláda zastává stanovisko, že lidé se rodí buď jako muži, nebo jako ženy, a nepovažujeme za přijatelné, abychom hovořili o sociálně konstruovaných pohlavích, nikoli o biologických pohlavích." Zákaz vyvolal kritiku několika evropských univerzit, které tento program nabízejí, mimo jiné Středoevropské univerzity v Budapešti, které vláda odebrala statut, a je všeobecně považován za součást odklonu maďarské vládnoucí strany Fidesz od demokratických principů.

#### Čína
Ústřední lidová vláda v Číně podporuje studium genderu a společenského vývoje genderu v historii a postupy, které vedou k rovnosti pohlaví. S odvoláním na Mao Ce-tungovu filozofii "Ženy drží polovinu nebe" to lze považovat za pokračování rovnosti mužů a žen zavedené v rámci kulturní revoluce.

#### Rumunsko
Rumunský Senát schválil v červnu 2020 velkou většinou hlasů aktualizaci národního zákona o vzdělávání, která zakazuje teorie a názory na genderovou identitu, podle nichž je gender oddělený od biologického pohlaví. V prosinci 2020 rumunský ústavní soud zákaz zrušil; předtím jej napadl prezident Klaus Iohannis.